# Ацетилхлорид

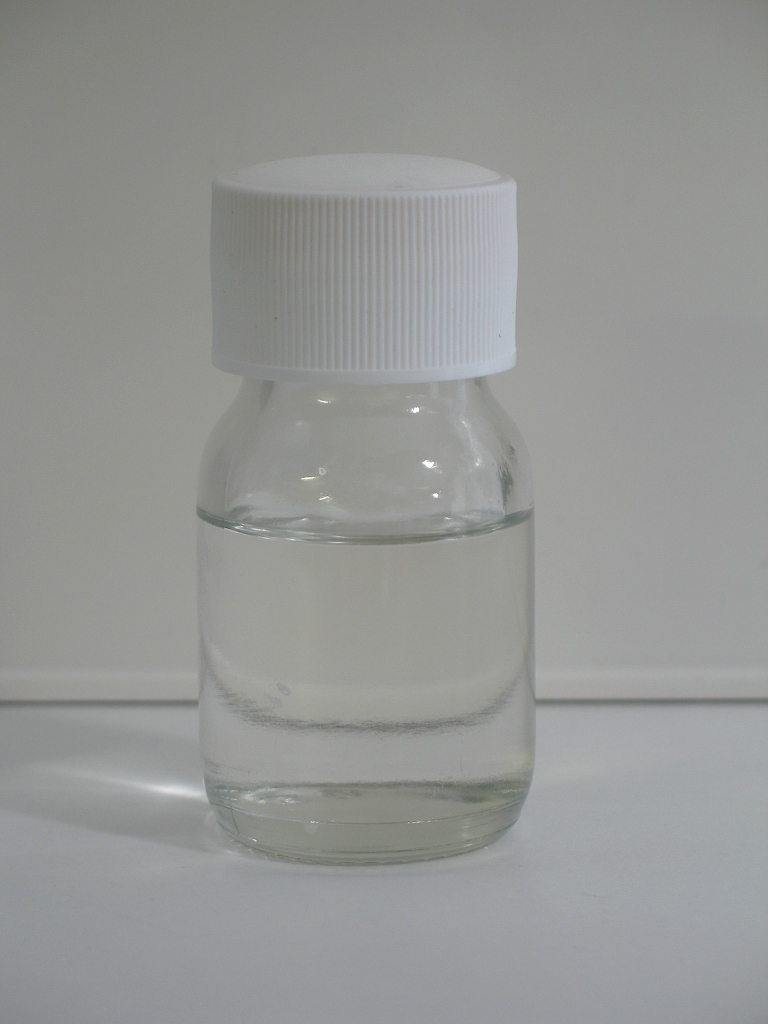

Ацети́лхлори́д (хло́ристый ацети́л), {\displaystyle {\ce {CH3COCl,}}} сокращённая формула {\displaystyle {\ce {AcCl}}} — хлорангидрид уксусной кислоты.
При нормальных условиях — летучая бесцветная жидкость с резким раздражающим запахом, дымящая на воздухе. Смешивается во всех отношениях с апротонными органическими растворителями, например, с бензолом, сероуглеродом, хлороформом и диэтиловым эфиром.

## Получение
В промышленности ацетилхлорид получают реакцией уксусной кислоты с хлоридами фосфора (трёххлористым или пятихлористым фосфором):
{\displaystyle {\ce {CH3COOH + PCl5 -> CH3COCl + POCl3 + HCl}}}.
Другой метод синтеза, применяющийся в промышленности — взаимодействие уксусной кислоты с тионилхлоридом:
{\displaystyle {\ce {CH3COOH + SOCl2 -> CH3COCl + HCl + SO2,}}}
недостаток этого метода — необходимость ректификации продуктов реакции из-за близости точек кипения продукта и хлористого тионила.
Реакцией уксусного ангидрида с хлороводородом:
{\displaystyle {\ce {(CH_3CO)2O + HCl -> CH3COCl + CH3COOH}}}.
Карбонилированием хлорметана:
{\displaystyle {\ce {CH3Cl + CO -> CH3COCl}}}.

## Реакционная способность и применение
Дымится на воздухе вследствие гидролиза парами воды и образованием тумана из капель соляной кислоты:
{\displaystyle {\ce {CH3COCl + H2O -> CH3COOH + HCl}}}.
Обладает сильными электрофильными свойствами, широко используется в органическом синтезе в качестве ацилирующего агента для введения в синтезируемую молекулу ацетильной группы (ацетила) CH3CO в реакциях этерификации:
{\displaystyle {\ce {CH3COCl + CH3CH2OH -> CH3COOCH2CH3 + HCl,}}}
ацилировании аминов и т. п.
Ацетилирование ацетилхлоридом часто проводят в присутствии неорганических оснований (гидроксид, карбонат или ацетат натрия — реакция Шоттена-Баумана) либо третичных аминов (пиридин , триэтиламин — модификация Айнхорна(Эйнхорна?)), которые активируют ацетилхлорид за счёт образования ацетиламмонийных солей и нейтрализуют образующийся HCl.
Ацетилхлорид также используется для ацетилирования ароматических соединений по Фриделю — Крафтсу.
С цианидом меди(I) ацетилхлорид реагирует с образованием ацетилцианида.

## Безопасность
Ацетилхлорид обладает общетоксическим действием. Раздражает кожу и слизистые оболочки.
Вещество относится ко второму классу опасности в соответствии с ГОСТ 12.1.007-76. ПДК 0,1 мг/м³.
ЛД50 на крысах — 50 мг/кг.